# عمارة عصر النهضة الفينيسية

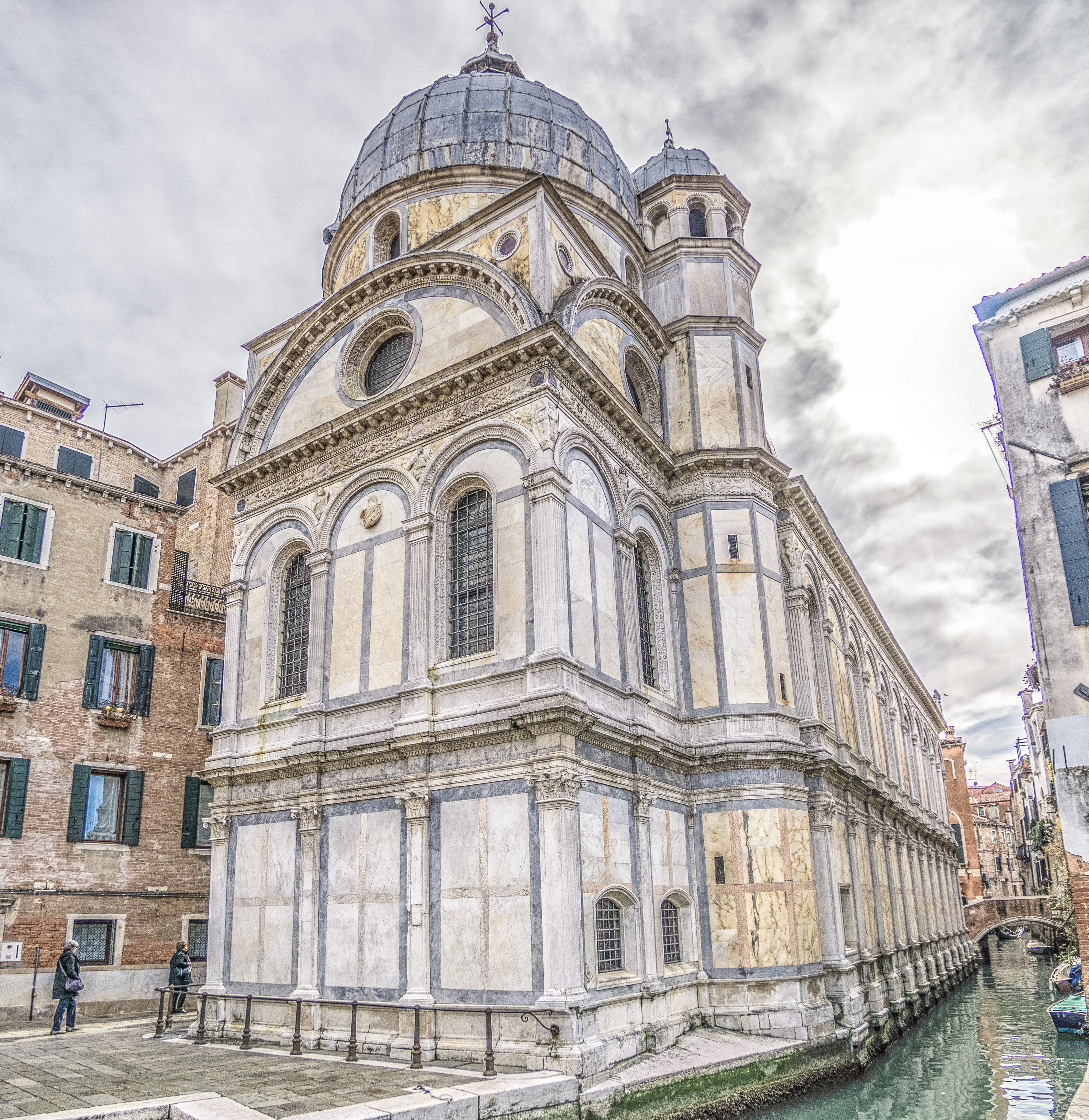
سانتا ماريا دي ميراكولي، من أعمال بيترو لومباردي في ثمانينات القرن الخامس عشر.

بدأت عمارة عصر النهضة الفينيسية في وقت متأخر في فلورنسا، أي ليس قبل الثمانينيات من القرن الخامس عشر، وقد اعتمدت في معظمها طوال تلك الفترة على المعماريين الذين جاؤوا من أماكن أخرى من إيطاليا. تميزت المدينة بغناها الكبير خلال هذه الفترة وتعرضها للحرائق، لذلك كانت حركة البناء مستمرة في معظم الوقت، وكانت واجهات المباني الفينيسية وحدها مزخرفة بشكل فاخر في غالب الأمر.
تميزت هذه العمارة بدرجة من المحافظة مقارنة بعمارة عصر النهضة في المدن الإيطالية الأخرى، خاصة فيما يتعلق باحتفاظ المباني بشكلها العام والتي كانت عادة عبارة عن بدائل في موقع محدود ضمن المدينة، وتميزت النوافذ بكونها مقوسة أو ذات قمم مستديرة وجاءت أحيانًا مع نسخة كلاسيكية من زخارف العمارة الفينيسية القوطية التي استُخدمت هنا بكثافة أكبر بكثير مقارنة مع المدن الأخرى. أُعيد بناء قصر دوجي مرات عديدة بعد الحرائق، ولكن إعادة بنائه شملت غالبًا كل ما هو خلف الواجهات القوطية.
امتلكت النخبة الفينيسية إيمانًا جماعيًا بأهمية العمارة في تعزيز الثقة بالجمهورية، وأشار قرار مجلس الشيوخ في عام 1535 إلى أنها «أجمل وأشهر مدينة موجودة في العالم حينها». ثُبطت في الوقت ذاته المنافسة العلنية بين العائلات الأرستقراطية، لصالح «المساواة المتناغمة» التي تُتطبق على المباني لتشبه مباني المناطق الأخرى، ولصالح الحداثة بحد ذاتها أو لاستعادة أمجاد العصور القديمة. على الرغم من إعجاب الزوار بالمجموعات الغنية، لم تمتلك العمارة الفينيسية أي تأثير كبير خارج الجمهورية الخاصة بها قبل أندريا بالاديو (1508- 1580)، الذي أثر أسلوبه الخاص بالعمارة والمعروف بالعمارة البالادية بشكل كبير بعد وفاته، ليس فقط في العالم الناطق باللغة الإنجليزية.

## المبنى الفينيسي
بُنيت البندقية على طين الطمي، ودُعمت معظم المباني في المدينة (وما تزال في الغالب) بأعداد كبيرة من أكوام الخشب المغروسة في الطين. تتألف مواد البناء العادية للمبنى الذي يستند على منصة حجرية، من الطوب، على الرغم من أن واجهات عصر النهضة كانت عادة ما تُكسى بالحجر الإستري، وهو حجر جيري ناعم وليس رخامًا كما يُسمى في الغالب. جاء الحجر الإستري عن طريق البحر من المحاجر في إستريا في تيرافيرما، المعروفة اليوم بكرواتيا، وقد تميز بصموده أمام ملح الهواء الساحلي والفيضانات أفضل بكثير مما فعل الرخام. استُخدمت أنواع أخرى من الحجر ذات ألوان مختلفة لخلق التباين، خاصة الحجر الأحمر من فيرونا. استُخدم المارمورينو أو الزخارف الجصية والطوب وقطع الطين النضيج في التشطيبات النهائية للجدران الداخلية، وفي الإكساء الخارجي أحيانًا.
فضلت العمارة الفينيسية الأسقف المسطحة والمدعومة بجوائز خشبية على الأقبية التي قد تتصدع باستناد المبنى على أساسات الركام. عادة ما تستند طبقتان من ألواح الأرضيات تشكلان زاوية قائمة مع بعضهما، على الجسور. تُستخدم أنواع مختلفة من الخشب لأغراض مختلفة، وبحلول عصر النهضة تقلصت غابات البر الرئيسي القريب، وارتفعت تكلفة الأخشاب بشكل كبير. صُممت أغطية المداخن المميزة وذات الحجم الكبير في البندقية، بقمة مغطاة بالطين النضيج مثل مخروط مقلوب لمنع الشرر الخطير من التسرب واندلاع الحرائق.
كانت المدينة الرئيسية قد بُنيت مسبقًا بعدد كبير من المباني المكتظة في مركزها، يظهر هذا بوضوح من خلال خشيب ضخم لياكوبو دي بارباري حمل اسم منظور للبندقية، صور فيه المدينة على ارتفاع 1500. كان يجب على معظم مباني عصر النهضة الكبيرة التي هي عبارة عن بدائل، أن تتناسب مع حدود الموقع. تعرضت البندقية للكثير من الحرائق بسبب اكتظاظ المباني في مركزها مقارنة مع مراكز المدن الإيطالية الأخرى، مما خلق الحاجة إلى العديد من المباني الجديدة. فعلى وجه الخصوص، دُمرت منطقة ريالتو تقريبًا في عام 1514، وتعرض قصر دوجي لحرائق مدمرة في عام 1483 و1457 و1577، ولكن الواجهات الخارجية القوطية تمكنت من النجاة. تُشير أعمال البناء الكثيرة التي حدثت بشكل دائم في البندقية إلى أن العمال المهرة كانوا كثيري العدد، ولكن على الرغم من ذلك استغرق إنهاء المباني الرئيسية غالبًا بين 10 إلى 20 عامًا أو أكثر.
لم تُشكل الوظيفة الدفاعية لقصور البندقية مصدر قلق كبير، على عكس القصور أو منازل العائلات الثرية في مدن إيطاليا الأخرى، لكنها احتوت غالبًا على «خندق» في بعض جوانبها. شجع مركز المدينة المكتظ على إنشاء الأبنية المرتفعة بحسب معايير الفترة الزمنية تلك، وكان مصدر الضوء الرئيسي لهذه الأبنية هو الواجهة الأمامية التي احتوت عادة على نوافذ أكبر حجمًا وأكثر عددًا مقارنة مع قصور المناطق الأخرى. لم يكن إنشاء طوابق إضافية إلى المباني القديمة أمرًا غير مألوف. بلغ عدد سكان المدينة ذروته في عام 1300، إذ وصل نحو 190,000 نسمة قبل أن يتسبب الطاعون الرهيب في مقتل نحو ثلث السكان بين عامي 1575 و1577 بمن فيهم الرسام المسن تيتيان وابنه.

## المباني المبكرة
بُنيت البوابة الرئيسية لترسانة البندقية البورتا مانيا في أواخر عام 1450، وكانت واحدة من أولى الأعمال المعمارية في عصر النهضة الفينيسية. اعتمد التصميم على القوس الروماني لسيرجي في بولا، إستريا أو كرواتيا اليوم التي كانت حينها أراضي البندقية. يعد آركو فوسكاري الذي يعود لنفس الفترة الزمنية، وهو عبارة عن مظلة متقنة الصنع أو قوس نصر للمدخل الاحتفالي في فناء قصر دوجي، عنصرًا كلاسيكيًا في مناسيبه السفلية ولكنه يتحول إلى غابة من الصهوات القوطية في الأعلى.

## المعماريون ومبانيهم الرئيسية
لم يكن معظم المعماريين في البندقية من مواطني المدينة الأصليين أو حتى من التيرافيرما أو أراضي البر الرئيسي لجمهورية البندقية، لكن الميزانيات الكبيرة المتاحة في البندقية أغرت المعماريين من جميع أنحاء شمال ووسط إيطاليا. عمل الفنانون المختصون بشكل رئيسي بالنحت كمعماريين أيضًا، ومن أهمهم بصرف النظر عن سانسوفينو، عائلة لومباردو وخاصة بيترو لومباردو (1435- 1515)، ثم ماندرست أليساندرو فيتوريا (1525- 1608). يُعد تاريخ عمارة البندقية معقدًا بسبب عادة تعيين ما يمكن تسميته اليوم «معماري الإدارة» أو بروتومايسترو أو بروتو، الذي يرسل تقاريره إلى اللجان المشرفة وعادة ما يبقى اسمه في الأرشيف. تختلف مسؤوليات معماريي الإدارة الفعلية عن التصميم اختلافًا كبيرًا.
كان ماورو كودوسي (1440- 1504) من لومباردي من أوائل المعماريين الذين عملوا بأسلوب عصر النهضة في البندقية، إذ ساعده ابنه دومينيكو واستمر في نهجه بعد وفاة والده. تشمل أعماله في المباني العامة الطوابق العليا لكنيسة القديس زكريا في البندقية وكنيسة القديس جيوفاني غريزوستومو (التي بدأ بناؤها عام 1497)، وسانتا ماريا فورموزا (التي بدأ بناؤها عام 1492) وبروكوراتيّ فيكّي في ميدان سان ماركو. ربما قد يكون كودوسي مصمم برج ساعة سانت مارك (من عام 1495)، وقد عمل مع النحاتين لإعادة بناء سكولا غراندي دي سان ماركو بعد حريق عام 1485. دمر الحريق الذي نشب عام 1483 الجناح الشرقي لقصر دوجي، وفاز كودوسي في المنافسة لاستبداله، مما أدى إلى إنتاج تصميمات مختلفة تمامًا للواجهات التي تقابل الساحة والخارج. تشمل القصور التي بناها كلًا من كا فيندرامين كاليرجي (بدأ عام 1481) وقصر زورزي غاليوني. يحترم كودوسي في عمله ويلمح إلى العديد من العناصر القوطية الفينيسية وينسجم معها بشكل جيد.